# ميخائيل ريتشاردسون
ميخائيل ريتشاردسون (4 أكتوبر 1986 ببورت إليزابيث في جنوب أفريقيا - ) (بالإنجليزية: Michael Richardson)‏ هو لاعب كريكت جنوب أفريقي. لعب مع نادي مقاطعة دورهام للكريكت ‏.

## وصلات خارجية
- ميخائيل ريتشاردسون على موقع إي آس بي آن كريك إنفو (الإنجليزية)